# Christian Jacq
Christian Jacq, francoski pisatelj in egiptolog, * 1947, Pariz, Francija.
Napisal je številne knjige o Starem Egiptu.

## Dela
Ozirisove skrivnosti
- Drevo življenja (The Tree of Life)
- Zarota zla (The Conspiracy of Evil)
- Ognjena pot (The Way of Fire)
- Velika skrivnost (The Great Secret)